# 18e Golden Globe Awards
De 18e Golden Globe Awards, waarbij prijzen werden uitgereikt in verschillende categorieën voor de beste Amerikaanse films van 1960, vond plaats op 16 maart 1961 in het Hollywood Roosevelt Hotel in Los Angeles, Californië.

## Winnaars en genomineerden

### Beste dramafilm
Spartacus
- Elmer Gantry
- Inherit the Wind
- Sons and Lovers
- Sunrise at Campobello

### Beste komische film
The Apartment
- The Facts of Life
- The Grass Is Greener
- It Started in Naples
- Our Man in Havana

### Beste muzikale film
Song Without End
- Bells Are Ringing
- Can-Can
- Let's Make Love
- Pepe

### Beste acteur in een dramafilm
Burt Lancaster - Elmer Gantry
- Trevor Howard - Sons and Lovers
- Laurence Olivier - Spartacus
- Dean Stockwell - Sons and Lovers
- Spencer Tracy - Inherit the Wind

### Beste actrice in een dramafilm
Greer Garson - Sunrise at Campobello
- Doris Day - Midnight Lace
- Jean Simmons - Elmer Gantry
- Elizabeth Taylor - BUtterfield 8
- Nancy Kwan - The World of Suzie Wong

### Beste acteur in een komische of muzikale film
Jack Lemmon - The Apartment
- Cantinflas - Pepe
- Dirk Bogarde - Song Without End
- Cary Grant - The Grass Is Greener
- Bob Hope - The Facts of Life

### Beste actrice in een komische of muzikale film
Shirley MacLaine - The Apartment
- Capucine - Song Without End
- Lucille Ball - The Facts of Life
- Sophia Loren - It Started in Naples
- Judy Holliday - Bells Are Ringing

### Beste mannelijke bijrol
Sal Mineo - Exodus
- Lee Kinsolving - The Dark at the Top of the Stairs
- Ray Stricklyn - The Plunderers
- Woody Strode - Spartacus
- Peter Ustinov - Spartacus

### Beste vrouwelijke bijrol
Janet Leigh - Psycho
- Ina Balin - From the Terrace
- Shirley Jones - Elmer Gantry
- Shirley Knight - The Dark at the Top of the Stairs
- Mary Ure - Sons and Lovers

### Beste regisseur
Jack Cardiff - Sons and Lovers
- Richard Brooks - Elmer Gantry
- Stanley Kubrick - Spartacus
- Billy Wilder - The Apartment
- Fred Zinnemann - The Sundowners

### Beste filmmuziek
Dimitri Tiomkin - The Alamo
- Ernest Gold - Exodus
- Johnny Green - Pepe
- Alex North - Spartacus
- George Duning - The World of Suzie Wong

### Cecil B. DeMille Award
Fred Astaire 